# كيرشهاين
كيرشهاين (بالألمانية: Kirchhain) هي بلدة، مدينة وبلدة ألمانية تقع في ألمانيا في Marburg-Biedenkopf. يقدر عدد سكانها بـ 16,389 نسمة .

## المدن التوأمة
مدينة دوبرلوغ كيرشهاين هي مدينة توأمة لـكيرشهاين.

## أعلام
- ليو شتراوس
- ايبرهارد فيرنر هابل